# 仁川大公園駅
仁川大公園駅（インチョンテゴンウォンえき）は、大韓民国仁川広域市南洞区長寿洞にある仁川都市鉄道2号線の駅である。

## 駅構造
相対式ホーム2面2線の高架駅である。

### のりば
| 上り | ●仁川2号線 | 仁川市庁・朱安・黔岩・黔丹梧柳方面 |
| 下り | ●仁川2号線 | 雲宴方面                           |

## 駅周辺
- 仁川大公園（朝鮮語版）
- 仁川青少年修練館
- 長城住公アパート

## 歴史
- 2015年10月5日 - 仁川大公園駅に駅名確定[1]
- 2016年7月30日 - 仁川都市鉄道2号線開通と同時に営業開始[2]

## 隣の駅
仁川交通公社
●仁川都市鉄道2号線
南洞区庁駅 (I225) - 仁川大公園駅 (I226) - 雲宴駅 (I227)